# کلمبیا (میسیسیپی)
کلمبیا (به انگلیسی: Columbia) شهری در ایالت میسیسیپی کشور ایالات متحده آمریکا است که جمعیت آن در سرشماری سال ۲۰۱۰ میلادی، ۶٬۵۸۲ نفر بوده‌است.